# Ullevål-Universitätsklinikum

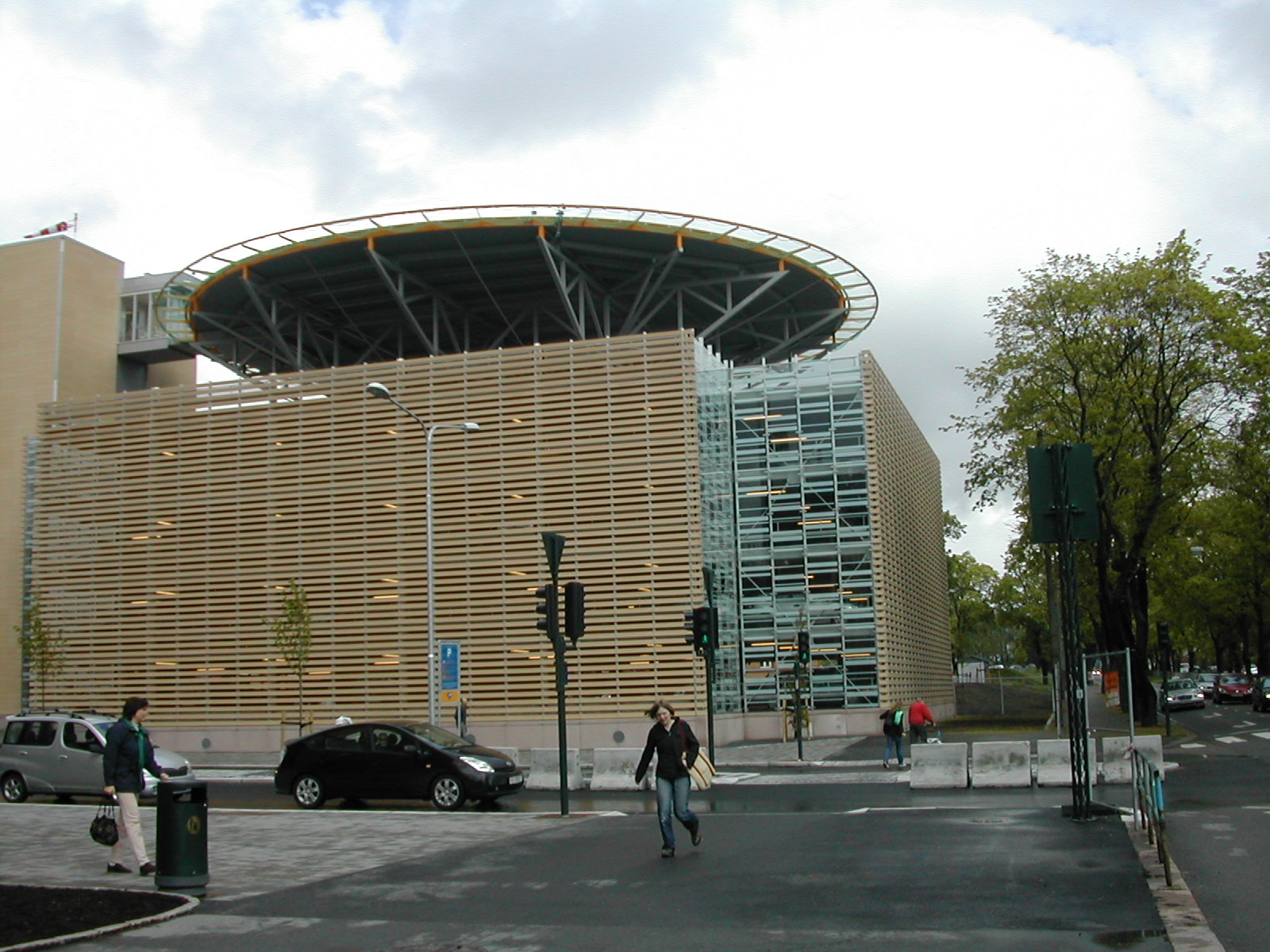
Ullevål-Universitätsklinikum

Das Ullevål-Universitätsklinikum (Ullevål universitetssykehus, UUS) in Oslo ist das größte Krankenhaus in Norwegen und auch eines der größten in Nordeuropa. Es hat mehr als 8.400 Angestellte, davon 940 Ärzte und 2.400 Krankenschwestern. Bei einer Kapazität von 1.200 Betten werden jährlich rund 45.000 Patienten stationär betreut sowie über 400.000 ambulante Behandlungen und Konsultationen geleistet. Es ist Lehrkrankenhaus und Universitätsklinik der Universität Oslo. 
Das Krankenhaus wurde 1887 gegründet und verfügt zurzeit über folgende Abteilungen:
- Verwaltung
- Zentrale Dienste
- Ambulante Dienste
- Labor
- Allgemeinmedizinische (Interdisziplinäre) Abteilung
- Orthopädisches Center
- Herz-Lungen-Center
- Psychiatrische Abteilung
- Radiologie
- Internistische Abteilung
- Gynäkologische Abteilung
- Pediatrische Abteilung

Anfang des Jahres 2009 wurde das Ullevål-Krankenhaus mit dem unweit gelegenen Rikshospitalet (Reichshospital) sowie dem Aker universitetssykehus (Aker Universitätskrankenhaus) zum Universitätskrankenhaus Oslo vereint. Die gewachsenen Namen der drei Standorte bleiben jedoch vorerst erhalten.